# Szczodrowice
Szczodrowice (deutsch Wammen) ist ein Dorf in der Stadt- und Landgemeinde Strzelin (Strehlen) im Powiat Strzeliński (Kreis Strehlen) in der Woiwodschaft Niederschlesien in Polen.

## Lage

### Nachbarorte
Nachbarorte sind Wąwolnica (Wammelwitz) und Biały Kościół (Steinkirche) im Süden, Strzegów (Striege) im Norden, Dębniki (Eichwald) im Osten.

## Geschichte
Territorial gehörte Wammen zum Herzogtum Brieg, das ab 1329 ein Lehen der Krone Böhmen war. Besitzer waren 1463 die Herren von Czirn (Tschirn), im 16. Jahrhundert die Herren von Axleben. Nach dem Tod des Herzogs Georg Wilhelm, mit dem 1675 die Linie der Schlesischen Piasten erlosch, fiel Wammen mit Brieg als erledigtes Lehen durch Heimfall an Böhmen und nach dem Ersten Schlesischen Krieg 1741/42 mit dem größten Teil Schlesiens an Preußen. 
1785 gehörte Wammern den Grafen von Sandreczky und bestand aus einem Vorwerk, einer Mühle und zwölf Feuerstellen. 1845 besaß das Gut Johanna Elisabeth Zirpel, die es testamentarisch von ihrem verstorbenen Ehemann Johann Gottlieb Zirpel für 24.000 Reichstaler übernahm. 1845 zählte das Dorf 20 Häuser, ein herrschaftliches Schloss, ein Vorwerk, 107 Einwohner (acht katholisch und der Rest evangelisch), evangelische Kirche zu Steinkirche, katholische Kirche zu Danchwitz, eine Wassermühle, eine Schmiede und ein Schuhmacher.
Wammen gehörte bis 1945 zum Landkreis Strehlen. 1874 wurde die Landgemeinde Wammen zusammen mit den Landgemeinden Danchwitz, Gambitz, Geppersdorf, Steinkirche und Wammelwitz sowie den Gutsbezirken Danchwitz, Geppersdorf und Wammen dem Amtsbezirk Geppersdorf eingegliedert. Als Folge des Zweiten Weltkriegs fiel Wammen mit fast ganz Schlesien 1945 an Polen. Nachfolgend wurde es durch die polnische Administration in Szczodrowice umbenannt. Die deutschen Einwohner wurden größtenteils vertrieben. Die neu angesiedelten Bewohner stammten teilweise aus Ostpolen, das an die Sowjetunion gefallen war. Von 1975 bis 1998 gehörte das Dorf zur Woiwodschaft Breslau.

## Sehenswürdigkeiten
- Schloss Wammen[4]

## Persönlichkeiten
- Hans Ernst von Wentzky und Petersheyde (1700–1779), preußischer Landrat